# Lasice kolčava
Lasice kolčava (Mustela nivalis) je šelma z čeledi lasicovití (Mustelidae). Původní oblastí jejího výskytu je Severní Amerika, Evropa (včetně Česka), Asie a Severní Afrika, zavlečena byla ale i do různých jiných míst, například na Nový Zéland. Je to nejmenší šelma na světě s váhou obvykle nepřesahující čtvrt kilogramu. Má štíhlé, válcovité tělo s krátkýma nohama. Je to samotářské a teritoriální zvíře, jehož domovské území měří od 0,2 po 26 hektarů. Živí se převážně rozličnými menšími živočichy, zvláště různými hlodavci. Dokáže ale ulovit i zvířata až do velikosti zajíce. Rozmnožování není závislé na ročním období, březost bývá mírně přes měsíc dlouhá. Na rozdíl od mnoha jiných druhů lasicovitých samice neprodělává odloženou nidaci. Počet mláďat ve vrhu je obvykle 4 až 10. Mladí jedinci dosáhnou pohlavní zralosti nejpozději do 4 měsíců. Úmrtnost bývá značná, zvláště u mláďat, a lasice se ve volné přírodě zřídkakdy dožijí více než 2 let. V zajetí to může být až okolo 10 let. Lasice kolčava je široce rozšířená s relativně velkou populací, tudíž ji IUCN hodnotí jako málo dotčený druh. 

## Popis
Velikost je značně proměnlivá, tělo měří 11–26 cm, ocas dalších 4 až 9 cm. Hmotnost se většinou pohybuje v rozmezí 30–250 g. Nejtěžší jsou formy z Egypta, kde samci váží až okolo 390 gramů. Samci jsou vždy větší než samice, na délku o 10 až 20 %, hmotnostně o 50 až 100 %. Srst je zbarvena mléčně hnědě až rezavohnědě s bělavou náprsenkou a spodní stranou těla. Na hrdle bývá žlutý proužek, na lících a břiše menší hnědé skvrny. Ocas na rozdíl od hranostaje nemá špičku černou. Severně žijící populace na zimu přebarvují doběla, jižněji žijící obvykle ne. V České republice na zimu lasice většinou nepřebarvuje, jen zesvětlá.

## Stanoviště
Lasice kolčavy vyhledávají sušší místa ve volné krajině – pole a louky s mezemi, méně v okolí lidských obydlí. Úkryty si vyhledávají v různých štěrbinách, hromadách dříví, stromových dutinách i myších norách.

## Potrava

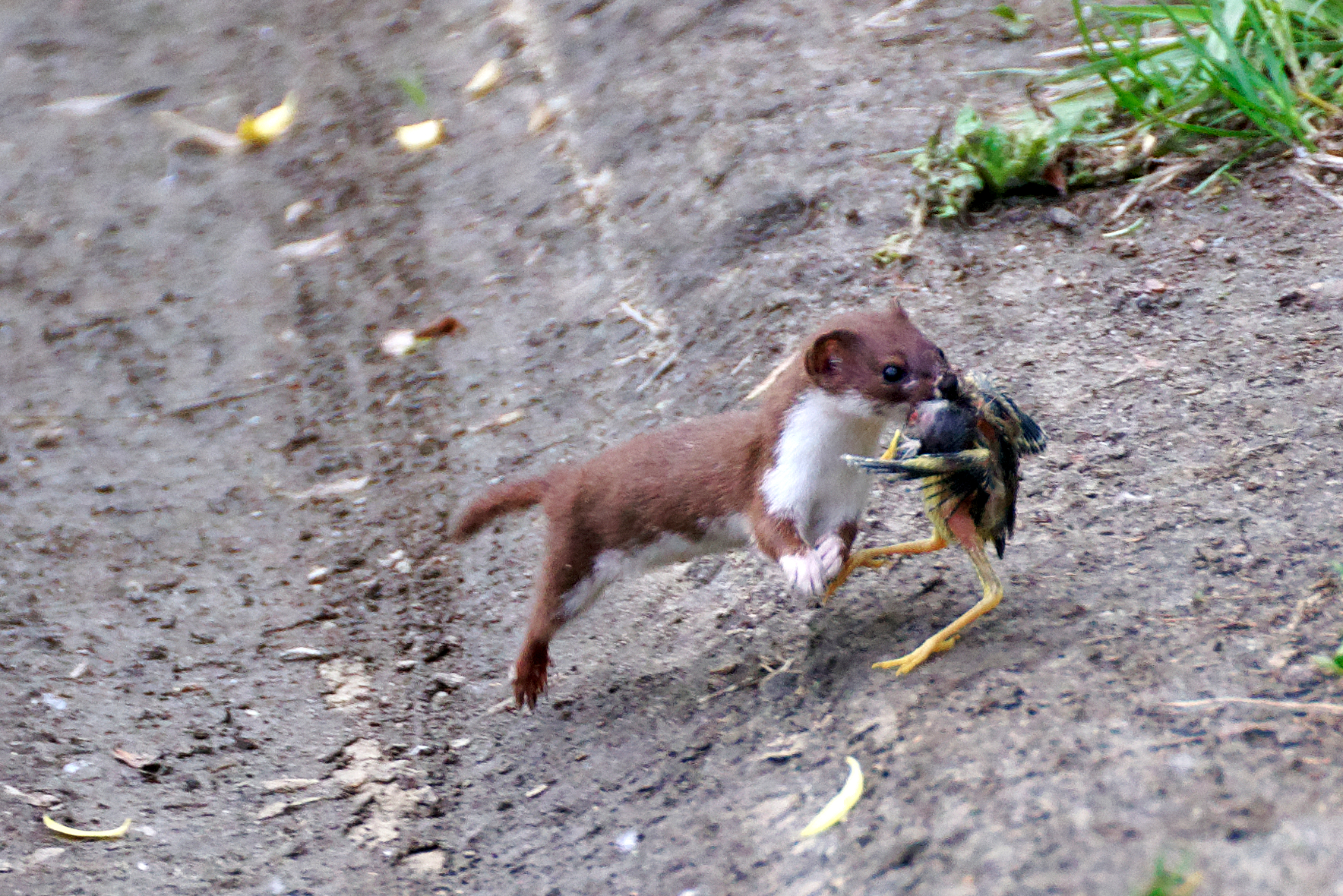
Lasice s uloveným ptáčetem

Potravou jsou myši a hraboši, méně hmyz, obojživelníci a ptáci, výjimečně králíci, zajíci či bažanti.

## Způsob života
Lasice žijí samotářsky v různých štěrbinách a dutinách. Jsou aktivní zejména za soumraku a k ránu, mnohdy jsou však zastiženy při lovu i ve dne. Pohybují se rychle, drobnými, 10–30 cm dlouhými skoky, často panáčkují. Denně urazí 1,5–2,5 km. V přírodě se kolčava dožívá dvou, nejvíce tří let (dvě třetiny mláďat hynou během prvního roku života), v zajetí se může dožít až deseti let. Predátory jsou zejména draví ptáci, sovy a lišky.

## Rozmnožování

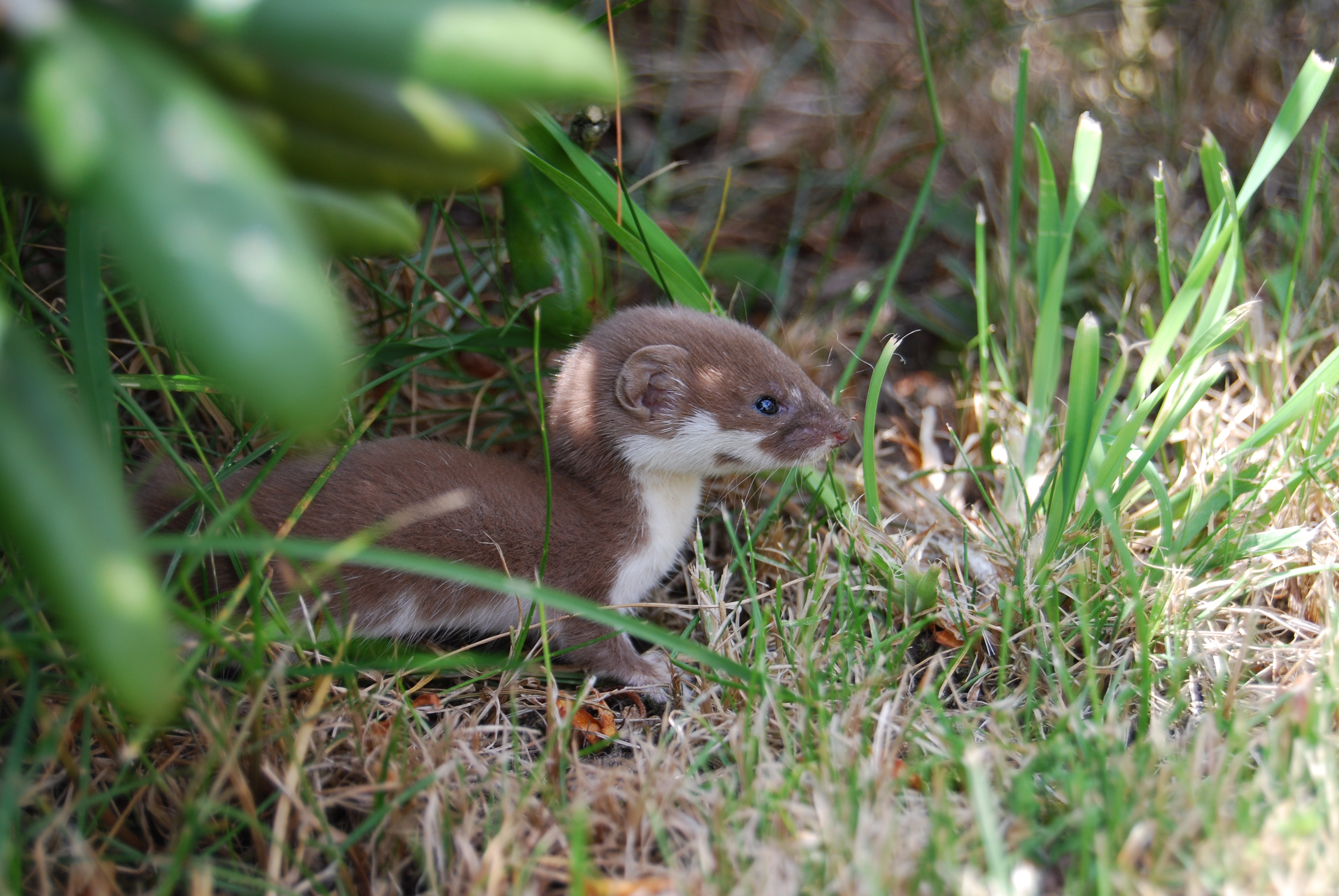
Mládě lasice kolčavy

Po většinu roku žijí jednotlivá pohlaví odděleně nebo v rodinných společenstvech na nevelké ploše 1–5 ha. Říje probíhá zejména na jaře. Samice mají 3–4 páry mléčných bradavek; rodí po 30–37 dnech březosti obvykle 4–6 holých mláďat o hmotnosti 1,5 g (pokud dojde k přemnožení hlodavců, tzv. hraboší rok, může být vrh až dvojnásobný). Mláďata jsou 21–24 dnů slepá, samice je kojí čtyři týdny a stará se o ně přibližně tři měsíce. Mívá jeden, nejvýše dva vrhy ročně.

## Areál rozšíření
Areál rozšíření zahrnuje většinu Evropy (chybí v Irsku a na Islandu) a Asie, také severní Afriku. Nověji je k tomuto druhu řazena i lasička žijící v Severní Americe.
V ČR se jedná o nejběžnější druh šelmy, vyskytuje se na asi 94 % území.

## Ochrana
Od poloviny roku 2002 se lasice kolčava nesmí lovit. Dříve (dle vyhlášky 134/1996 Sb.) byla lasice kolčava chráněna celoročně s výjimkou uvedenou v § 6 odst. 2 (povolení odstřelu v bažantnicích a honitbách s trvalým výskytem tetřeva, tetřívka, jeřábka a dropa a v místech intenzivního vypouštění jmenovaných ptáků a koroptve polní).